# Johann Sebastian Bach (pittore)
Johann Sebastian Bach (Berlino, 26 settembre 1748 – Roma, 11 settembre 1778) è stato un pittore tedesco.

## Biografia
Era figlio del compositore Carl Philipp Emanuel Bach e nipote del compositore Johann Sebastian Bach.
Bach nacque a Berlino. Studiò sotto Adam Friedrich Oeser a Lipsia. Nel mese di maggio 1773, si trasferì a Dresda, e nel febbraio 1776 ad Amburgo, dove il padre era direttore di Musica. Nel settembre 1776 intraprese un viaggio di studio a Roma, dove si ammalò gravemente subito dopo il suo arrivo nel mese di febbraio 1777, e morì nel 1778.
Bach ha disegnato principalmente paesaggi idilliaci, brulicanti di persone. Le sue opere mostrano l'influenza di Salomon Gessner. Verso la fine della sua vita si rivolse a rappresentazioni di persone, dando vita a scene storiche e mitologiche. Fece vignette e illustrazioni di opere di Gottlieb Wilhelm Rabener e di Christian Felix Weiße.
Nella sua epoca era particolarmente noto come artista. Collezioni delle sue opere sono a Coburgo, Dresda, Amburgo, Lipsia e Vienna.